# لعبة الحظ (مسلسل تلفزيوني)
لعبة الحظ (بالتركية: Baht Oyunu)هو مسلسل تلفزيوني تركي لعام 2021. من بطولة آيتاش شاشماز وجيمري بايسال، عرض على قناة كانال دي في أيام الثلاثاء بدءاً من 15 يونيو إلى 12 أكتوبر من عام 2021.

## القصة
تقع ادا في حب روزجار وهو طالب في جامعتها من ألبانيا مهدد بالترحيل من البلاد. إعتقاداً منها أن روزجار هو حبها الأول، تتقدم للزواج منه ويتزوجان زواجاً مزيفاً حتى يستطيع البقاء ولا يتم ترحيله. تؤمن ادا أن روزجار سوف يتقدم لها رسمياً في الذكرى الثالثة من زواجهما المزيف وحينها ستبدأ أخيراً مغامرة زواجهما الحقيقي. لكن لسوء الحظ، ستذهب كل أحلام وآمال ادا في مهب الريح حين يتركها روزجار في الذكرى الثالثة من زواجهما. سرعان ما تسعى ادا لإستعادة روزجار لأنها تعتقد أنه إذا هجرها حبها الأول، فإنها ستكون تعيسة إلى الأبد. لكن القدر له طريقته الخاصة وسيضع بورا في طريق ادا في لحظة غير متوقعة وهو رجل مدمن على العمل وقاسي ومغرور مع أبوابٍ مغلقة بأحكام للحب.

## طاقم
| الممثل           | الدور         |
| ---------------- | ------------- |
| آيتاش شاشماز     | بورا دوغروسوز |
| جيمري بايسال     | ادا توزون     |
| أصلي سومان       | توشا ديكمان   |
| إدريس نبي تاشكين | روزجار اكجان  |
| هاندي سوباشي     | نرجس          |
| فوندا الهان      | بالما         |
| توبا تشوم        | ياسمين        |
| اوزان داغيز      | ايفران        |
| التان اركيكلي    | ظافر دوغروسوز |
| انيل جليك        | علي           |
| ايرام يوكسيل     | سيلين         |
| ايمراه بين       | اصلان         |

## المشاهدات
| الحلقات | تاريخ البث     | التقييمات |
| ------- | -------------- | --------- |
| 1       | 15 يونيو 2021  | 2.30      |
| 2       | 22 يونيو 2021  | 3.59      |
| 3       | 29 يونيو 2021  | 3.50      |
| 4       | 6 يوليو 2021   | 4.13      |
| 5       | 13 يوليو 2021  | 3.40      |
| 6       | 27 يوليو 2021  | 3.53      |
| 7       | 3 أغسطس 2021   | 2.94      |
| 8       | 10 أغسطس 2021  | 3.23      |
| 9       | 17 أغسطس 2021  | 2.95      |
| 10      | 24 أغسطس 2021  | 3.44      |
| 11      | 31 أغسطس 2021  | 3.70      |
| 12      | 7 سبتمبر 2021  | 3.17      |
| 13      | 14 سبتمبر 2021 | 2.76      |
| 14      | 21 سبتمبر 2021 | 2.31      |
| 15      | 28 سبتمبر 2021 | 2.35      |
| 16      | 5 أكتوبر 2021  | 2.70      |
| 17      | 12 أكتوبر 2021 | 2.58      |

## الإنتاج
من المعروف أنه تم تصوير مسلسل لعبة الحظ في إسطنبول. صورت بعض مشاهد المسلسل في منطقة بيكوز.

## تقويم البث
| الموسم | الموسم | الحلقات | الحلقات | البث الأصلي   | البث الأصلي    | الفترة الزمنية |
| الموسم | الموسم | الحلقات | الحلقات | البث الأول    | البث الأخير    | الفترة الزمنية |
| ------ | ------ | ------- | ------- | ------------- | -------------- | -------------- |
|        | 1      | 17      | 17      | 15 يونيو 2021 | 12 أكتوبر 2021 | الثلاثاء       |

## روابط خارجية
- لعبة الحظ على الموقع الرسمي (بالتركية).
- لعبة الحظ  في قاعدة بيانات الأفلام على الإنترنت (بالإنجليزية)